# 哈多河镇
哈多河镇，是中华人民共和国内蒙古自治区呼伦贝尔市扎兰屯市下辖的一个乡镇级行政单位。

## 行政区划
哈多河镇下辖以下地区：
幸福社区、边北村、泥沙河村、罕达罕村、太阳坡村、哈多河村和合兴村。